# マチュー (フォワ伯)
マチュー・ド・フォワ＝カステルボン（フランス語：Mathieu de Foix-Castelbon, 1363年ごろ - 1398年8月）は、フォワ伯およびベアルン子爵（在位：1391年 - 1398年）。1391年に父の従兄弟ガストン3世の死によりフォワ伯位を継承した。ベアルンの支配権を主張し、アラゴン王フアン1世の義理の息子として1396年からフアン1世の弟マルティン1世とアラゴン王位を争った妻ジョアンナとの間には子供がいなかった。

## 生涯
ガストン3世はマチューがベアルンの支配権を主張したにもかかわらず、最終的にベアルン領をフランス王に遺贈した。1391年8月8日、ベアルンの指導者たちはオルテスに集まり、代表者を任命し、ベアルンに等族国家を創設した 。
またベアルンの指導者たちはマチュー・ド・カステルボンをベアルンの新たな正当な領主に選出し、フランス君主がベアルンの領主権を得られることを決めたトゥールーズ条約の放棄をフランス王シャルル6世から得る必要性をマチューに課した。マチューはこの点で素早く行動し、イングランド王リチャード2世とフランス王シャルル6世からベアルン領主として早々に認められた。